# Silikony

Struktura silikonu
(R = grupa alkilowa lub arylowa)

Poli(dimetylosiloksan)

Silikony – syntetyczne polimery krzemoorganiczne o strukturze siloksanów, w których wszystkie atomy krzemu połączone są z grupami alkilowymi (najczęściej metylowymi lub etylowymi) lub arylowymi (najczęściej fenylowymi). W zależności od warunków produkcji otrzymuje się je w postaci olejów lub żywic silikonowych, a także elastomerów. Silikony mają większą odporność chemiczną i termiczną od siloksanów, w których atomy krzemu połączone są z atomami wodoru.

## Właściwości
- niepalność
- odporność termiczna i chemiczna
- odporność na promieniowanie ultrafioletowe
- dobra elektroizolacyjność i smarność

## Zastosowanie
- oleje i smary lub ich składniki
- składniki żywic
- do produkcji lakierów i kauczuków
- w budownictwie jako materiały uszczelniające (szczeliwa silikonowe) i łączące (silikony strukturalne)
- w medycynie, między innymi do produkcji opatrunków i implantów piersi, do produkcji soczewek kontaktowych (soczewki silikonowo-hydrożelowe), cewników
- we włókiennictwie do preparacji włókien poliestrowych
- w kosmetyce jako składniki szamponów, odżywek (pełnią funkcje nabłyszczającą, chroniącą włosy). Stosuje się je również w podkładach do twarzy.
- w przemyśle jako podstawowy surowiec do budowy form silikonowych